# Bournazel (Tarn)
Bournazel è un comune francese di 183 abitanti situato nel dipartimento del Tarn nella regione dell'Occitania.

## Società

### Evoluzione demografica
Abitanti censiti